# 9021 Fagus
9021 Fagus eller 1988 CT5 är en asteroid i huvudbältet som upptäcktes den 14 februari 1988 av den belgiske astronomen Eric W. Elst vid La Silla-observatoriet. Den är uppkallad efter växten Boksläktet.
Asteroiden har en diameter på ungefär 13 kilometer och tillhör asteroidgruppen Eunomia.